# Weetman Pearson
Pour les articles homonymes, voir Pearson.
Weetman Dickinson Pearson, 1er vicomte Cowdray, né le 15 juillet 1856 dans le village de Shelley près de Huddersfield et mort le 1er mai 1927 à Dunecht dans l'Aberdeenshire,, est un homme d'affaires et homme politique britannique.

## Biographie
Né dans le Yorkshire dans une famille aisée, il est éduqué dans une public school puis rejoint à l'âge de 19 ans l'entreprise familiale S. Pearson & Son, entreprise d'ingénierie de grands travaux fondée par son grand-père paternel Samuel Pearson. Il part aux États-Unis et y trouve de nouvelles possibilités commerciales pour la compagnie. Il initie l'agrandissement des activités de l'entreprise vers le sud de l'Angleterre, les États-Unis et l'Espagne. Marié en 1881, il aura quatre enfants, dont le plus jeune sera tué tout au début de la Première Guerre mondiale,,.

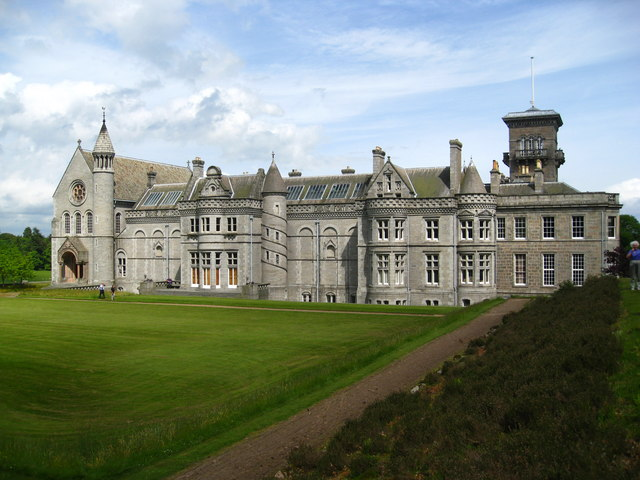
Dunecht House, la demeure que Weetman Pearson achète en Écosse en 1912.

Fin 1889, il se rend au Mexique où il mène les activités de l'entreprise dans le pays : assainissement de marécages, construction de chemins de fer, de réseaux électriques et d'infrastructures portuaires, et sera plusieurs années après à l'origine de l'ouverture d'une voie ferrée à travers l'isthme de Tehuantepec. Il achète de grands domaines de terres gorgées de pétrole, initialement pour approvisionner les locomotives de l'entreprise. En 1894 il devient président de la compagnie. En 1910, S. Pearson & Son découvre une énorme quantité de pétrole au Mexique, au point que le Mexique devient en quatre ans le troisième plus grand pays producteur de pétrole au monde. Pearson contrôle 60 % de la production pétrolière mexicaine, avant qu'il n'en vende la majeure partie à l'entreprise Shell en 1919, la Révolution mexicaine ayant engendré un climat moins propice à ses activités. Au cours des deux premières décennies du XXe siècle, il préside par ailleurs à la construction de plusieurs tunnels sous l'East River à New York ainsi qu'à l'élargissement du port de Douvres en Angleterre,. 
Fait baronet en 1894, il commence une carrière politique, et est élu député de Colchester pour le Parti libéral à l'occasion d'une élection partielle en 1895, ravissant cette circonscription aux conservateurs. Il s'avère être un député peu assidu, mais est néanmoins réélu à trois reprises, siégeant à la Chambre des communes jusqu'à être anobli en 1910, devenant le baron Cowdray de Midhurst dans la pairie du Royaume-Uni, ce qui lui confère un siège à la Chambre des lords. Fait vicomte en 1917, il est président de la Commission de l'Air (ministre ayant la responsabilité des toutes jeunes forces armées aériennes développées durant la Première Guerre mondiale) de janvier à novembre dans le gouvernement de David Lloyd George. En 1920, il est élu recteur de l'université d'Aberdeen et en 1925 il est fait chevalier grand-croix de l'ordre royal de Victoria. Il meurt deux ans plus tard, d'une maladie cardiaque durant son sommeil, à son manoir Dunecht House en Écosse,,,,.